# 武道館ピーターパン
『武道館ピーターパン〜DDTの15周年、ドーンと見せます超豪華4時間SP!〜』（ぶどうかんピーターパン）は、日本のプロレス団体DDTプロレスリングによる、日本武道館で行われる初の興行である。

## 概要
- 2011年、両国国技館大会「両国ピーターパン2011〜二度あることは三度ある〜」にて、今大会の開催が発表された[1]。
- 日本武道館でのプロレス興行は2011年8月27日の「ALL TOGETHER」以来であり、団体単独の自主興行としては2010年12月5日のプロレスリング・ノア「『Shiny Navig.2010』最終戦」以来1年8ヶ月ぶりである。そして2012年に同所で開かれた唯一のプロレス興行となった。
- 武道館のレンタルには放送局の後援が必要だが、ニッポン放送の協力を得る事でクリア[2]。
- 大会のロゴマークは毎年8月に武道館より放送される『24時間テレビ 「愛は地球を救う」』（この年は本興行の翌週）のものをモチーフ（4時間＝240分より「240 MINUTES」を取り込んでいた）とし、興行でも「サライ」の替え歌を歌うなどところどころパロディが見られた。
- ゲストとしてサンプラザ中野くんが登場し、フィナーレでは選手たちと『大きな玉ねぎの下で』を熱唱した。
- また昨年に国内引退したディック東郷がビデオレターにて祝福。ボリビアにて2012年9月9日に引退を発表した。
- 大会名に「4時間」が入っているが、実際にはダーク・マッチを除いた本興行のみでも5時間に及んだ（ただし、FIGHTING TV サムライでのニアライブ中継は4時間であった）。
- 来年は、再び両国国技館へ場を移し、2Days興行開催を発表した。また、5年後の20周年興行を東京ドームで開催すると宣言した。

## 全試合
| ダークマッチ マッスル提供時間 マッスルハウス10.5 DARK MATCH RISING                                                                                             |                                                 |                                                                          |
| マッスル軍 ○マッスル坂井 福田洋 ペドロ高石 酒井一圭HG 藤岡典一 Mr.マジック 諸橋晴也                                                                            | [12分07秒] バーディクト                         | STYLE-E軍 田村和宏 竹田誠志 柴田正人 翔太 那須晃太郎 趙雲“骨”子龍●       |
| 第一試合 ガントレットタッグマッチ (各1/20) |                                                 |                                                                          |
| 石井慧介 入江茂弘 | 高尾蒼馬 坂口征夫                               | 佐藤光留 中澤マイケル                                                    |
| 木高イサミ 妻木洋夫 | vs                                              | 聖闘士凛音 ポイズンJULIE澤田                                             |
| 石井 ○入江 | [6分04秒] 自分が垂直落下式バックフリップ→体固め | 木高 妻木●                                                               |
| ○石井 入江 | [2分30秒] ニールキック→片エビ固め               | 美月 澤田●                                                               |
| ○佐藤 中澤 | [4分15秒] アンクルホールド                      | 石井● 入江                                                               |
| ○高尾 坂口 | [9分01秒] ダイビングギロチンドロップ→片エビ固め | 佐藤 中澤●                                                               |
| 第二試合 アイアンマンヘビーメタル級選手権ロイヤルランブル |                                                 |                                                                          |
| 出場選手(入場順) DJニラ（王者）、柿本大地、松永智充、ばってん多摩川、紫雷美央、福田洋、大鷲透、NOZOMI、ゴージャス松野、彰人、愛川ゆず季、藤原喜明、E.YOSHIHIKO |                                                 |                                                                          |
| ○松永、紫雷 | [3分55秒] OTR                                   | 柿本●                                                                    |
| ○大鷲 | [7分01秒] OTR                                   | ばってん●                                                                |
| ○大鷲 | [7分08秒] OTR                                   | 松永●                                                                    |
| ○NOZOMI | [8分21秒] 片エビ固め                            | 紫雷●                                                                    |
| ○愛川 | [11分50秒] 片エビ固め                           | 福田●                                                                    |
| ○藤原 | [14分8秒] OTR                                   | 愛川●                                                                    |
| ○藤原 | [14分30秒] 脇固め                               | NOZOMI●                                                                  |
| ○YOSHIHIKO | [16分18秒] スワンダイブ式エビ固め               | ニラ●                                                                    |
| ※YOSHIHIKOが第960代王者に |                                                 |                                                                          |
| ○YOSHIHIKO | [16分46秒] 体固め                               | 松野●                                                                    |
| ○YOSHIHIKO | [17分13秒] OTR                                  | 大鷲●                                                                    |
| ○YOSHIHIKO | [17分20秒] 真・輪廻転生                         | 彰人●                                                                    |
| ○藤原 | [19分22秒] 脇固め→レフェリーストップ            | YOSHIHIKO●                                                               |
| ※藤原が第961代王者に |                                                 |                                                                          |
| アイアンマンヘビーメタル級選手権 |                                                 |                                                                          |
| ○藤原喜明 | 脇固め→レフェリーストップ                       | 福田洋●                                                                  |
| 第三試合 竹下幸之介デビュー戦 |                                                 |                                                                          |
| ○エル・ジェネリコ | [10分36秒] Brainbustaaaaahhhhh!!!!!             | 竹下幸之介●                                                              |
| 第四試合 5vs5 サッカーマッチ |                                                 |                                                                          |
| ○〈東葛FC〉 マサ高梨 佐々木大輔 星誕期 遠藤哲哉 藤本つかさ | 2 - 2 PK 2 - 0                                  | 〈明枠FC〉● ヤス・ウラノ アントーニオ本多 火野裕士 タノムサク鳥羽 世IV虎 |
| 前半5分、後半5分を戦いその間に通常プロレスルールに奪ったピンフォール、ギブアップ等の数を競う。                                                                 |                                                 |                                                                          |
| 第五試合 KO-Dタッグ選手権試合 |                                                 |                                                                          |
| KUDO ●大石真翔 （第44代王者組） | [09分04秒] ヴォルカニックボム                   | MIKAMI○ 藤波辰爾 （挑戦者組）                                            |
| MIKAMI&藤波組が第45代王者に |                                                 |                                                                          |
| 第六試合 スペシャルシングルマッチ ハンディキャップウェポンランブル                                                                                             |                                                 |                                                                          |
| ●高木三四郎 | [17分33秒] ゴッチ式パイルドライバー→体固め      | 鈴木みのる○                                                              |
| 時間差で高木三四郎が用意する公認凶器が投入される。（鈴木みのるは用意できない）                                                                                 |                                                 |                                                                          |
| 第七試合 スペシャルタッグマッチ ハードコアマッチ |                                                 |                                                                          |
| ○HARASHIMA 真壁刀義 | [14分36秒] スワンダイブ蒼魔刀                   | 石川修司● 伊東竜二                                                       |
| 第八試合 スペシャルシングルマッチ |                                                 |                                                                          |
| ●男色ディーノ | [16分16秒] 爆破→片エビ固め                      | 透明人間○                                                                |
| メインイベント KO-D無差別級選手権試合 無制限一本勝負 |                                                 |                                                                          |
| ○飯伏幸太 （第42代王者） | [37分26秒] フェニックススプラッシュ→片エビ固め  | ケニー・オメガ● （挑戦者）                                               |
| 第42代王者が2度目の防衛に成功。 |                                                 |                                                                          |